# Râul Neajlov
Neajlov este un râu din România, afluent al Argeșului, care se varsă în Delta Comana, a doua ca mărime din România. Izvorăște din Câmpia Piteștilor, la extremitatea estică a orașului Pitești și are o lungime de 186 km.
Numele acestuia este compus din două cuvinte ale slavonei vechi:  кънѧжь (transliterat: kŭnęžĭ), regal, și ловъ (transliterat: lovŭ), vânătoare.

## Istorie
Există posibilitatea ca Vlad Țepeș să fi fost îngropat la Mânăstirea Comana, aflată în Delta Neajlovului și fondată de acesta la 1461, deși teoria nu e nici foarte plauzibilă, nici sprijinită clar de documente de epocă.
Bătălia de la Călugăreni din august 1595 dintre Mihai Viteazul și Sinan Pașa a avut loc în mlaștina râului Neajlov.
Bătălia de la Neajlov-Argeș a fost ultima încercare de apărare a Bucureștiului din 1916, și totodată acțiunea militară românească de cea mai mare anvergură din acel an.